# Якутия (авиакомпания)
АО «Авиакомпания „Якутия“ (якут. „Якутия“ авиакомпания) — российская авиакомпания, базируется в аэропортах «Якутск» и «Внуково» (Москва).

## История

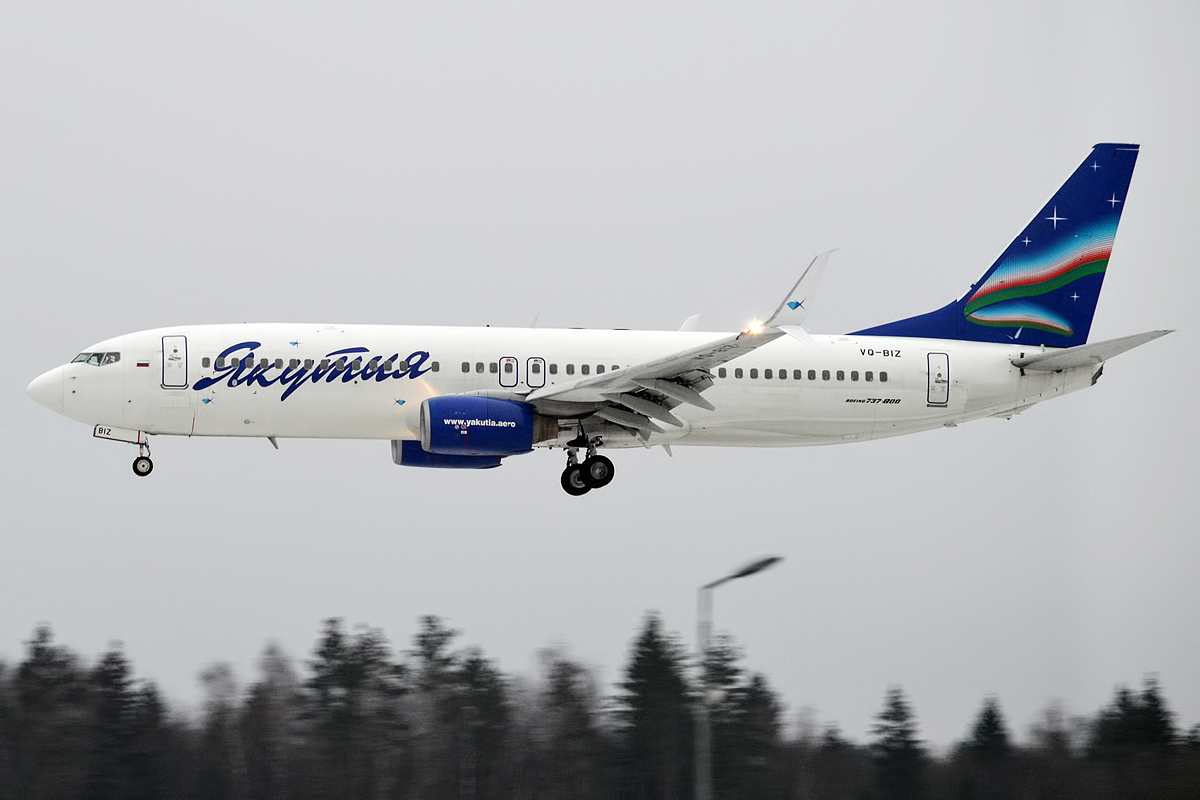
Boeing 737-800 в 2017 году в Аэропорту Таллина

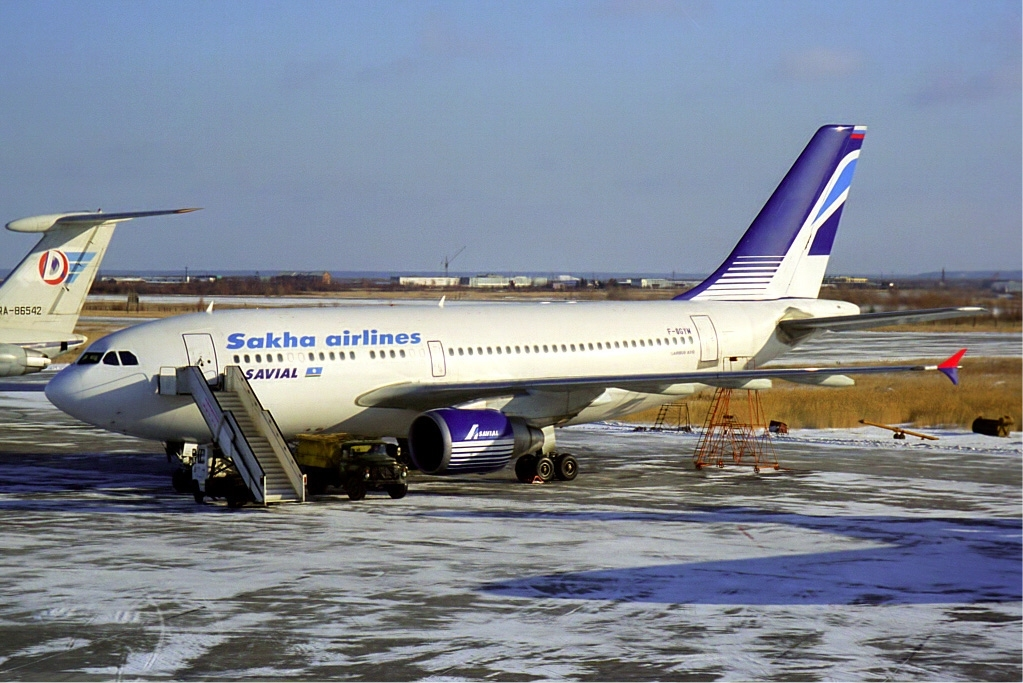
Airbus A310 авиакомпании Саха Авиа

Республика Саха (Якутия) — крупнейшая административно-территориальная единица на территории Российской Федерации. Гражданская авиация — единственный круглогодичный вид транспорта и играет огромную роль в социально-экономическом и культурном развитии республики.
30 июля 2002 года Указом Президента РС(Я) Вячеслава Штырова на базе авиакомпаний «СахаАвиа» и «Якутские авиалинии» была создана региональная среднемагистральная авиакомпания «Якутия».
23 января 2013 года авиакомпания «Якутия» выполнила первый пассажирский рейс на самолёте Sukhoi Superjet 100 по маршруту Якутск — Хабаровск с 49 пассажирами на борту.
В декабре 2016 года АО «Авиакомпания Якутия» приобрела «Полярные авиалинии». В результате сделки «Якутия» стала владельцем 100 % минус одной акции «Полярных авиалиний». «Золотая» акция останется в ведении правительства Якутии в лице Министерства имущественных и земельных отношений.
В середине августа 2019 года авиакомпания «Якутия» подписала соглашение о намерениях по приобретению в лизинг от 5 до 10 МС-21. 
В конце августа 2019 года авиакомпания «Якутия» подписала твёрдый контракт на самолеты SSJ 100 от ГТЛК. Изначальные сроки поставок 2020-2021 года, но поставки были перенесены на конец 2024 года.
14 сентября 2021 года  «Ространснадзор» установил, что авиакомпания «Якутия» скрыла свыше 55 событий, подпадающих под критерии авиационных инцидентов. На следующий день ушёл в отставку генеральный директор авиакомпании  Владимир Горбунов, а исполняющим обязанности был назначен его заместитель, коммерческий директор перевозчика — Андрей Винокуров. В январе 2022 года Росавиация не согласилась с оценкой Ространснадзора и исключила 54 события из списка, начав проверку только по одному из них.
26 октября 2022 года Авиакомпания «Якутия» вошла в состав единого авиаперевозчика Дальнего Востока «Аврора», соответствующий указ подписан в рамках стратегической сессии «Транспортная доступность Дальнего Востока –  эффективное взаимодействие дальневосточной авиакомпании и аэропортов».
В июне 2023 правительство республики Саха Якутия выразила интерес покупке 12 бортов Ту-214 до 2030 года. На замену самолетов боинг 737-700/800 на внутренних направлениях, и этим образом Якутия сможет на Ту-214 летать за границу так-как они не будут арестованы в отличие от боингов 737 авиакомпании «Якутия».

## Деятельность
Головной офис авиакомпании располагается в городе Якутске. Основными аэропортами базирования авиакомпании являются авиатранспортные узлы в городах Якутск и Москва. Представительства авиакомпании расположены более чем в 40 различных городах России и зарубежья.

## Флот

### Нынешний флот
По состоянию на октябрь 2024 года размер флота авиакомпании составляет 11 самолётов:

### Бывший флот
| Изображение | Тип             | Количество | Год ввода | Год вывода | Примечания                                           |
| ----------- | --------------- | ---------- | --------- | ---------- | ---------------------------------------------------- |
|             | Ан-140          | 4          | 2006      | 2014       | Были выведены из парка из-за проблем с обслуживанием |
|             | Boeing 757-200  | 5          | 2007      | 2015       |                                                      |
|             | Boeing 757-200F | 2          | 2011      | 2018       | Грузовой самолёт                                     |
|             | Ту-154М         | 10         | 2002      | 2018       |                                                      |

## Направления
Воздушные суда АО «Авиакомпания Якутия» выполняют регулярные и чартерные полеты внутри Республики Саха (Якутия), в города ДФО, в центральные регионы Российской Федерации и в Казахстан (Алматы)

## Происшествия
- 10 октября 2018 года самолёт Sukhoi Superjet 100, выполнявший рейс по маршруту Улан-Удэ — Якутск, при посадке выкатился за пределы действующей ВПП и получил повреждения. Четыре пассажира обратились за медицинской помощью. Воздушное судно списано[9][10].
- 1 июля 2021 года на самолёте Boeing 737-700, выполнявший рейс Краснодар—Новосибирск—Якутск по прибытии в аэропорт назначения были обнаружены повреждения фюзеляжа. Как заявила авиакомпания Якутия в социальных сетях, была повреждена негерметичная часть. Предварительная причина — повреждения возникли после касания ВПП[11][12].